# Når De Gamle Huse...
|  | Denne artikel er oprettet af botten PalnaBot ud fra en ekstern database. Den kan derfor have sproglige fejl eller mangler. Denne skabelon kan fjernes efter kontrol af indholdet. |

Når De Gamle Huse... er en film instrueret af Henrik Mosbæk.

## Handling
En poetisk beretning om en BZ-aktion i Holbæk, Danmark.